# Battaglia di Jerez
La battaglia di Jerez si svolse nel 1231 nella città spagnola di Jerez de la Frontera dove le truppe del re Ferdinando III di Castiglia attaccarono quelle dell'emiro Ibn Hud della Taifa di Murcia. La battaglia è tradizionalmente vista come la fine delle autorità di Ibn Hud e l'ascesa del suo successore Muhammad I del Sultanato di Granada.

## La battaglia
Nell'aprile 1231, Ferdinando III di Castiglia ordinò una spedizione di algaras. Questo gruppo partì da Andújar verso Cordova lasciando una scia di distruzione sul loro cammino. Hanno fatto irruzione a Palma del Río uccidendo molti abitanti, poi procedettero verso Siviglia per poi aggirarla. La spedizione procedette verso Jerez e Vejer accampandosi vicino al fiume Guadalete. Con ogni probabilità questa operazione aveva lo scopo di distrarre Ibn Hud sulla frontiera, e che ci riuscì nel frattempo. L'emiro Ibn Hud inseguì e catturò la spedizione, ma nella battaglia successiva le sue truppe furono sconfitte e subirono pesanti perdite, permettendo ai cristiani di portare con loro un consistente bottino. A livello strategico, l'incursione ebbe successo in quanto permise la cattura di Quesada da parte di un contingente dell'esercito dell'Arcivescovo Rodrigo Jiménez de Rada, ordinato anch'egli ad aprile da Ferdinando.

### Comandante castigliano
Non è chiaro chi guidò la spedizione castigliana. È indiscusso che Álvaro Pérez de Castro fosse presente e potrebbe essere stato al comando dell'esercito. Un riferimento all'Infante Alfonso nella cronaca cristiana è stato interpretato come il fratello del re, Alfonso di Molina, o il figlio del re, il futuro Alfonso X di Castiglia. La Primera Crónica General (1906) lo interpretò come Molina, e così fece lo storico Derek William Lomax nel 1978. Tuttavia, lo storico Gonzalo Martínez Diez concluse nel 2000 che si trattava del figlio del re, a causa di un passaggio che descrive l'Infante come "molto giovane" e sotto "la protezione di Álvaro Pérez de Castro che guidò le truppe". Lo storico spagnolo Julio González era a conoscenza di entrambe le interpretazioni, ma nel 1946 ritenne altamente improbabile che il figlio di Ferdinando fosse coinvolto in una azione militare in così giovane età. Una biografia del 2003 di Alfonso X lo colloca anche al fianco di Álvaro Pérez de Castro nella campagna di incursioni del 1231, inclusa la battaglia.

## Assedio del 1261
Al tempo dell'assedio, la città di Jerez era una delle diverse enclavi musulmane autonome rimaste dopo la caduta di Ibn Hud e la conquista da parte di Ferdinando. Nonostante i regni di Granada, Murcia e Niebla, molte piccole città-stato mantennero una indipendenza precaria. Al momento dello scontro Jerez era comandata da Ibn Abit.
Dopo che Alfonso prese il posto del padre nel 1252, molte città autonome come Arcos, Jerez, Lebrija, Medina-Sidonia e Vejer, che furono sottomesse da Ferdinando e che accettarono di pagare un tributo al sovrano dopo l'assedio di Siviglia del 1248, rifiutarono successivamente di continuare a pagare ad Alfonso. Nel 1253 Alfonso obbligò la città di Jerez a pagare il tributo ed il fratello Enrico costrinse Arcos e Lebrija ad arrendersi. In seguito Alfonso si rifiutò di ricompensare Enrico ed il fratello si ribellò, cercò di conquistare Niebla ma venne sconfitto da Nuño González de Lara nel 1255 e fu punito con l'esilio.
Nella primavera del 1261, Alfonso con l'aiuto di Muhammad I pose Jerez sotto assedio per un mese prima che i cittadini aprirono delle negoziazioni di resa di loro spontanea iniziativa. Temendo che i preziosi frutteti ed uliveti intorno alla città potessero essere distrutti da una guerra prolungata, si offrirono di sottomettersi ad Alfonso e pagare il tributo che avevano annualmente dato ad Ibn Abit se il re avesse lasciato a loro il controllo delle loro proprietà. Poiché aveva ancora difficoltà a portare coloni cristiani a Siviglia, Alfonso accolse la richiesta dei cittadini. Questi ultimi poi diedero un ultimatum a Ibn Abit se fare i conti con il sovrano o andarsene, e l'emiro decise per la seconda opzione ma non prima di negoziare la sua resa, guadagnando un salvacondotto per lui e tutte le sue proprietà.
Dopo la resa, Alfonso mise Nuño González de Lara a capo dell'alcázar col titolo di alcalde, poi l'autorità di quest'ultimo venne delegata al cavaliere García Gómez Carrillo ed musulmani di Jerez rimasero in possesso delle loro case e proprietà dentro e fuori le mura.